# Рафа Мартинез
Рафа Мартинез (шп. Rafa Martínez; Сантпедор, 3. март 1982) је шпански кошаркаш. Игра на позицији бека, а тренутно наступа за Манресу.

## Биографија
Каријеру је почео у екипи Манресе за коју је дебитовао у сезони 1999/00. Као играч овог клуба је био на позајмицама у екипама Вика и Ваљса да би од сезоне 2003/04. постао стандардан у првом тиму Манресе. Током 2008. године је прешао у екипу Валенсије. У Валенсији је провео наредних 11 сезона, и током тог периода је освојио три пута Еврокуп (2010, 2014. и 2019) и једно првенство Шпаније. У сезони 2019/20. је играо за Билбао, а од јула 2020. је поново играч Манресе.
Са репрезентацијом Шпаније до 20 година је освојио сребрну медаљу на Европском првенству 2002. године. Такође је са националним тимом освојио и бронзану медаљу 2005. године на Медитеранским играма.

## Успеси

### Клупски
- Валенсија:
  - Еврокуп (3): 2009/10, 2013/14, 2018/19.
  - Првенство Шпаније (1): 2016/17.

### Репрезентативни
- Европско првенство до 20 година:  2002.
- Медитеранске игре:  2005.